# Ácido 3-hidroxipropanoico
Ácido 3-hidroxipropanoico ou ácido 3-hidroxipropiônico, abreviado em algumas publicações como 3-HP, é um hidroxiácido beta, derivado do ácido propanoico com uma hidroxila no carbono 3. Ele é um líquido ácido viscoso de pKa 4.5. Este compostos é muito solúvel em água, solúvel em etanol e miscível com éter dietílico [carece de fontes?]. Após destilação, ele desidrata para formar ácido acrílico [carece de fontes?].
Este ácido é usado na produção industrial de vários produtos, como os acrilatos. Ele é produzido por certos micróbios.

## Produção
O ácido 3-hidroxipropanoico não pode ser produzido de maneira economicamente viável de matérias-primas derivadas de combustíveis fósseis, como p propano ou o propeno, mas é produzido por fermentação viavelmente, incluindo a partir da glicose, com rendimentos de 100%.
O ácido 3-hidroxipropanoico pode ser produzido a partir de processos biológicos que utilizam-se de linhages de Escherichia coli a partir do glicerol.
Pode ser produzido do ácido acrílico por bactérias Rhodococcus erythropolis.
Pode ser produzido via uma redução usando-se semialdeído malônico.

## Aplicações

### Produção de um polímero biodegradável
Um método tem sido desenvolvido pela Universidade de Minnesota para produzir um polímero biodegradável, um poliéster conhecido como poli(ácido 3-hidroxipropiônico) ou P(3-HP). O método combina os aspectos de alto peso molecular e controle da polimerização por abertura de anel com a disponibilidade comercial do ácido hidróxido beta, ácido 3-hidroxipropiônico. Dado que o 3-HP pode ser derivado de fontes biológicas, o material resultante, P(3-HP), é biorrenovável. O novo método permite a síntese polímero biobaseado P(3-HP) do 3-HP, um monômero comercial que é derivado do milho. O método usa um reator de vaso único para síntese simples e rápido aumento de escala. O método resulta em um peso molecular mais elevado que faz com que o polímero seja estruturalmente mais sólido através de um processo com menor toxicidade do que as tecnologias concorrentes.
Este monômero apresenta em sua produção partindo de bactérias a produção conjunta de ácido 3-hidroxibutírico (abreviado como 3HB), que leva durante a produção do polímero à copolimerização, formando o polímero chamado poli(ácido 3-hidroxibutírico-co-ácido 3-hidroxipropiônico), abreviado como [P(3HB-co-3HP)], com alterações das propriedades físicas e térmicas pretendidas.

### Produção de ácido acrílico
O ácido 3-hidroxipropanoico ´efacilmente convertido a ácido acrílico por conversão ao sal de amônio do ácido seguida por tratamento com um catalisador óxido sólido que realiza a deidração tal como a titânia ou alumina, conudzindo à acrilamida. Este processo apresenta um excelente rendimento e permite a operação em reatores químicos contínuos.